# 이나 브롤센
이나 브롤센(Ina Wroldsen, 1984년 5월 29일 ~ )은 노르웨이의 싱어송라이터이다. 캘빈 해리스와 디사이플스의 싱글 "How Deep Is Your Love"의 보컬로 이름을 알렸다.

## 음반 목록

### EP
- HEX (2018)